# Guia (motorfiets)
Guia is een Italiaans historisch merk van motorfietsen.
De bedrijfsnaam was: Officine Ettore Buralli, Vanam, Milano.
Ettore Buralli produceerde onder de merknaam Guia van 1950 tot 1954 lichte motorfietsjes. Ze waren leverbaar met tweetaktmotoren van 98-, 123- en 147 cc. In elk geval was het 123cc-model met verschillende frames te koop: men kon de toeruitvoering met een plaatframe of de sportuitvoering met een buisframe aanschaffen.